# 巴尔巴雷斯科
巴尔巴雷斯科（義大利語：Barbaresco），是意大利库内奥省的一个市镇。总面积7平方公里，人口688人，人口密度98.3人/平方公里（2009年）。ISTAT代码为004011。